# خوک (شوط)
خوک روستایی از توابع دهستان یولاگلدی بخش مرکزی شهرستان شوط استان آذربایجان غربی کشور ایران واقع شده‌است. خوک ۳۰۹ نفر جمعیت دارد.